# Sea Lion Caves

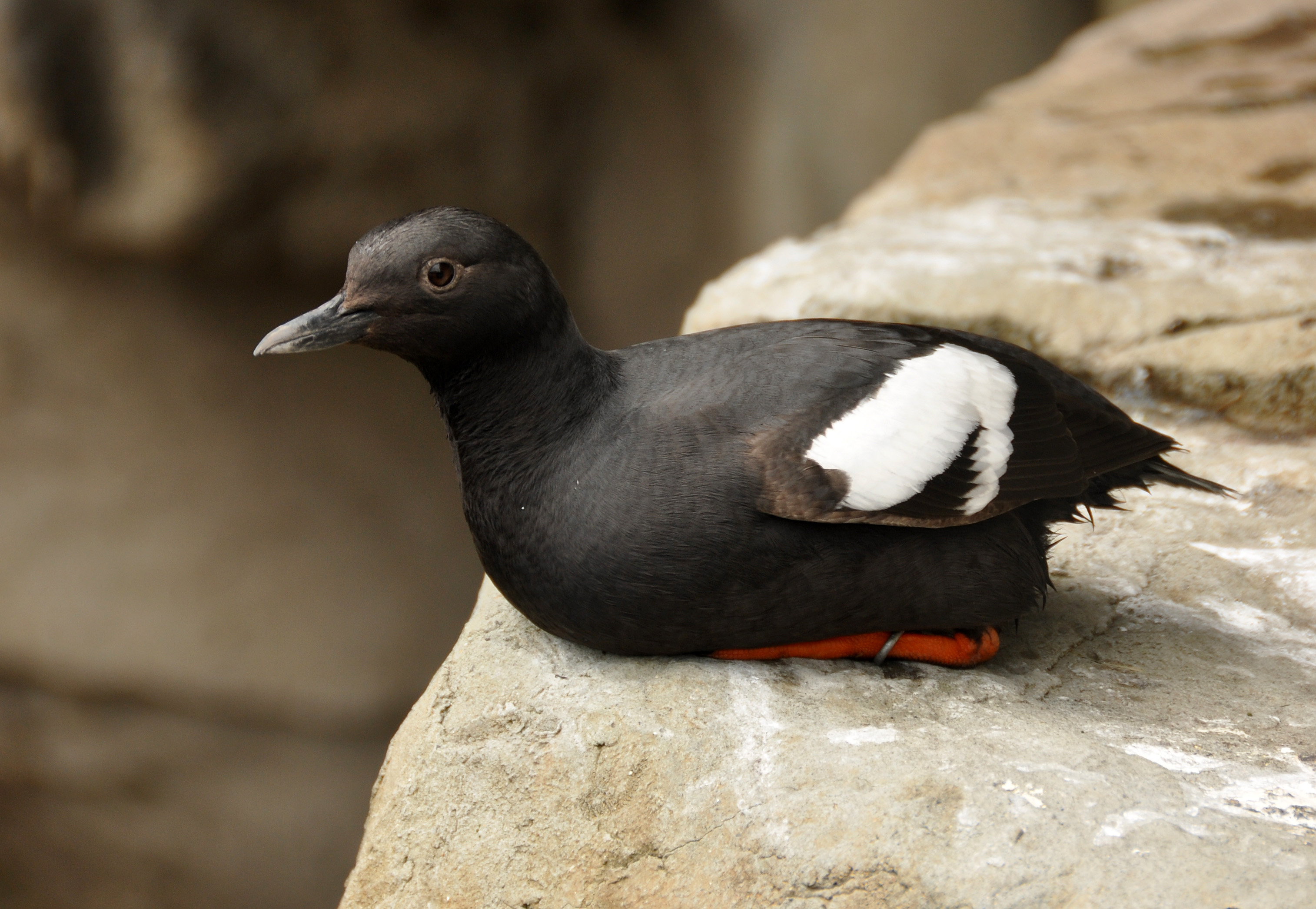
Duifzeekoet

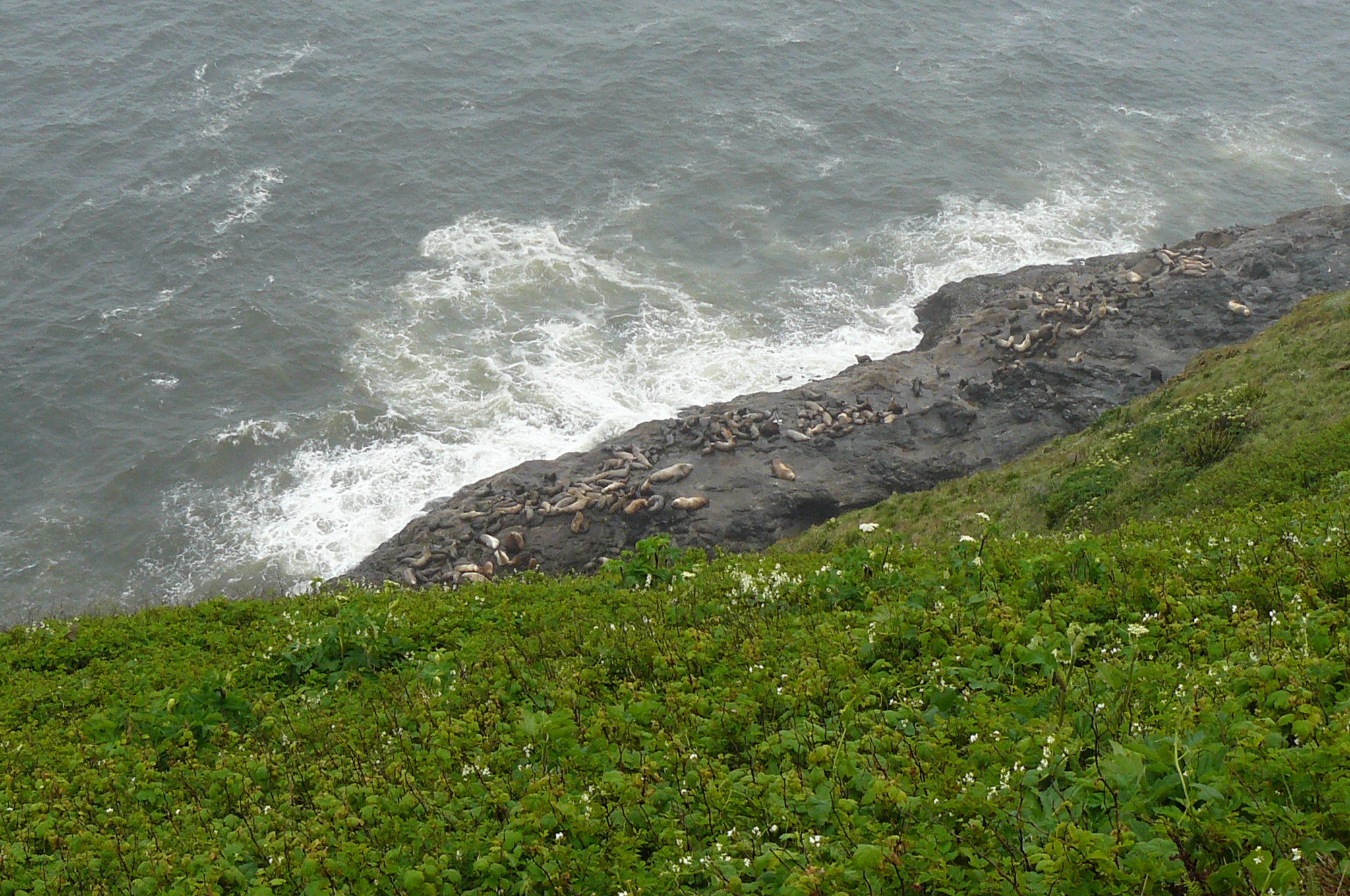
Zeeleeuwen met jong buiten de grotten bij Sea Lion Caves

De Sea Lion Caves zijn een stelsel van grotten die in een open verbinding staan met de Grote Oceaan. De grotten liggen zo’n 18 kilometer ten noorden van Florence (Oregon) in de Verenigde Staten, aan de snelweg Highway 101. De grotten hebben een oppervlak van circa 0,8 hectare en op de maximale hoogte in de grot is ongeveer 38 meter.
Via diverse ingangen stroomt het water in en uit. De grootste ingang ligt in het westen en staat continue onder water, maar de zuidelijke gang alleen met vloed. De noordelijk ingang ligt circa 15 meter boven zeeniveau en is het observatiepunt voor bezoekers.

## Fauna
De openingen zijn groot genoeg voor zeeleeuwen en vogels. In de grot verblijven veel stellerzeeleeuwen, en in mindere mate, Californische zeeleeuwen. In het voorjaar, als de vrouwtjes met jong zitten, blijven ze uit de grot. In het najaar en winter zijn de meeste zeeleeuwen in de grot te zien. Op een korte wandeling van het bezoekerscentrum is een observatiepost. Vanuit deze positie zijn de zeeleeuwen met jong te zien op een klein platform net boven het water. Vogels nestelen ook in de grot, zoals de duifzeekoet, aalscholvers en kuifpapegaaiduikers.

## Toerisme
De grotten zijn een toeristische attractie. Boven op de klif staat een bezoekerscentrum en via een lift zijn de grotten, 91 meter lager, te bereiken. Een groot parkeerterrein ligt tegenover het bezoekerscentrum.

## Geschiedenis
De grotten werden ontdekt in 1880 door William Cox, die met zijn bootje de grotten binnenvoer. Hij kocht het land en de grotten in 1887 en het bleef in zijn familie tot 1926. In 1927 werd R.E. Clanton de nieuwe eigenaar met het doel de grotten commercieel te exploiteren. In 1930 werd de Highway 101 langs de Amerikaanse westkust aangelegd en de grot werd per auto bereikbaar. Een trap werd gebouwd en in augustus 1932 konden de eerste bezoekers afdalen. In 1961 werd de trap vervangen door een lift.